# La trampa
La trampa é uma telenovela mexicana, produzida pela Televisa e exibida pelo El Canal de las Estrellas entre 26 de abril e 6 de setembro de 1978.
Foi a primeira mini telenovela semanal exibida nas quartas feiras às 17:30.

## Elenco
- Roberto Antunez - Quirino
- Raymundo Capetillo - Gabriel
- Marilú Elízaga - Mercedes
- Norma Herrera - Benny